# Plosy (obwód homelski)
Plosy (biał. Плёсы; ros. Плёсы, Plosy) – wieś na Białorusi, w obwodzie homelskim, w rejonie homelskim, w sielsowiecie Pakalubiczy, nad Sożem. Od zachodu graniczy z Homlem.
Znajduje się tu przystanek kolejowy Plosy, położony na wschodniej obwodnicy kolejowej Homla.